# ソニー・クリス
ソニー・クリス（Sonny Criss、1927年10月23日 – 1977年11月19日）は、アメリカ合衆国のジャズ・サクソフォーン奏者。ビバップの時代に程々の名声を掴んだアルト・サクソフォーン奏者である。当時のサクソフォーン奏者の多くと同じく、チャーリー・パーカーの影響を受けた一人であった。

## 略歴
テネシー州のメンフィスに生まれ、15歳でロサンゼルスに移る。それからハワード・マギー楽団など、様々なバンドで演奏した。なお、マギー楽団には、売れっ子のアーティスト、チャーリー・パーカーがいた。この頃までにクリスは、歯切れのよい独自のブルージーな音色を発展させている。しかしながら次々とバンドを渡り歩き、ジョニー・オーティスやビリー・エクスタインの録音にも参加した。
1947年に最初の突破口が訪れ、興行師ノーマン・グランツによって数々のジャム・セッションが手配された。1956年にニューヨークのインペリアル・レコードと契約し、ソニー・クラークを目玉にして、『ジャズU.S.A.』や『ゴー・マン!』、『ソニー・クリス・プレイズ・コール・ポーター』といった一連の古典となっているアルバムを録音した。これらの原盤を所有するキャピトル・レコードは、2000年10月にブルーノート・レーベルから、2枚組CDとしてこれらの音源を再発売した。1959年のリーダー・アルバム『アット・ザ・クロスロード』には、ウィントン・ケリーが偽名で参加している。
1965年にプレスティッジ・レコードと契約し、主にハード・バップの伝統に根差したアルバムの録音を続けて、名声を勝ち得えた。この頃に制作されたレコードは、アルト・サクソフォーンによるクリスの創意に富んだ演奏の実例であり、国内で名を揚げるのに貢献した。当時のアルバムのいくつかによって市場に勝ち残ったが、より重要なアルバムは、ホレス・タプスコットによってヒットチャート入りを目論まれた『ソニーズ・ドリーム』である。その後はミューズやインパルスといったレーベルへの録音向けにセッションを行なった。
1977年に胃がんを発病してからは二度と演奏しなかった。病苦に耐えかねた結果、同年ロサンゼルスで自殺して果てた。

## ディスコグラフィ

### リーダー・アルバム
- California Boppin'  (1947年、Fresh Sound)
- 『ジャズU.S.A.』 - Jazz - U.S.A. (1956年、Imperial)
- 『ゴー・マン!』 - Go Man! (1956年、Imperial)
- 『ソニー・クリス・プレイズ・コール・ポーター』 - Sonny Criss Plays Cole Porter (1956年、Imperial)
- 『アット・ザ・クロスロード』 - Sonny Criss at the Crossroads (1959年、Peacock) ※フィーチャリング・ウィントン・ケリー
- Criss Cross (1963年、Imperial) ※コンピレーション
- Mr. Blues Pour Flirter (1963年、Brunswick)
- 『ジス・イズ・クリス!』 - This Is Criss! (1966年、Prestige)
- 『ポートレイト・オブ・ソニー・クリス』 - Portrait of Sonny Criss (1967年、Prestige)
- 『アップ・アップ・アンド・アウェイ』 - Up, Up And Away (1967年、Prestige)
- 『ザ・ビート・ゴーズ・オン!』 - The Beat Goes On! (1968年、Prestige)
- 『ソニーズ・ドリーム』 - Sonny's Dream (Birth of the New Cool) (1968年、Prestige)
- 『ロッキン・イン・リズム』 - Rockin' in Rhythm (1968年、Prestige)
- 『アイル・キャッチ・ザ・サン!』 - I'll Catch the Sun! (1969年、Prestige)
- The Best Of Sonny Criss: Hits of the '60's (1970年、Prestige) ※コンピレーション
- 『ライブ・イン・イタリー』 - Live in Italy (1974年、Fresh Sound)
- 『サタデイ・モーニング』 - Saturday Morning (1975年、Xanadu)
- 『クリスクラフト』 - Crisscraft (1975年、Muse)
- 『アウト・オブ・ノーホエア』 - Out of Nowhere (1976年、Muse)
- 『ウォーム・アンド・ソニー』 - Warm & Sonny (1976年、Impulse!)
- 『ザ・ジョイ・オブ・サックス』 - The Joy of Sax (1977年、Impulse!)
- 『ザ・ソニー・クリス・メモリアル・アルバム』 - The Sonny Criss Memorial Album (1984年、Xanadu)
- 『ソニー・クリス・ライヴ・インL.A.1951』 - Intermission Riff (1988年、Pablo) ※1951年録音

### 参加アルバム
デクスター・ゴードン
- The Hunt (1947年、Savoy)

ワーデル・グレイ
- 『ワーデル・グレイ・メモリアルVol.2』 - Wardell Gray Memorial, Vol. 2 (1950年、Prestige)

チャーリー・パーカー & チェット・ベイカー
- 『イングルウッド・ジャム』 - Inglewood Jam (1952年、Fresh Sound)

バディ・リッチ
- 『ザ・ウェイリング』 - The Wailing Buddy Rich (1955年、Norgran)
- The Swinging Buddy Rich (1955年、Norgran)
- The Cinch - Live From Birdland (1958年)

ルー・ロウルズ
- Tobacco Road (1963年、Capitol)

オンジー・マシューズ
- Sounds For The '60's (1966年、Capitol)

エスター・フィリップス
- 『コンフェッシン・ザ・ブルース』 - Confessin' The Blues (1966年、Atlantic)

ハンプトン・ホーズ
- 『メモリー・レイン・ライヴ』 - Live At Memory Lane (1970年、Fresh Sound)

## 註釈
1. 1 2 3 4  Allmusic Biography